# Municipio Manapiare
El Municipio Autónomo Manapiare es uno de los siete municipios en los que se divide administrativamente el Estado Amazonas, cuya capital es la localidad de San Juan de Manapiare, posee una superficie de 33. 100 km² y una población de 7841 habitantes según el INE 2023.

## Toponimia
Toma su nombre de los raudales (rápidos) del río Manapiare, conocidos por su fuerza.

## Geografía

### Organización parroquial
| Parroquia           | Superficie | Población   | Densidad     |
| ------------------- | ---------- | ----------- | ------------ |
| Alto Ventuari       | km²        | hab.        | hab./km²     |
| Bajo Ventuari       | km²        | hab.        | hab./km²     |
| Medio Ventuari      | km²        | hab.        | hab./km²     |
| Manapiare           | km²        | hab.        | hab./km²     |
| Municipio Manapiare | 7 715 hab  | 33 100 km². | 0,3 hab./km² |

## Demografía

### Pueblos indígenas
En el municipio están representadas muchas comunidades indígenas de Amazonas, de los pueblos piaroa (mayoritario), puinave, yekuana, hoti,  y eñepá, e incluso yanomami al sur.

## Turismo
El campamento turístico «Yutaje» está ubicado en medio de la selva tropical del Estado Amazonas, a orillas de un río de aguas color té. En un extremo del Valle de Manapiare, rodeado de los Cerros Yutajé, Guaney, Yaví y Camani. El campamento consta de varias cabañas con sencillas habitaciones con baño y ofrece una gran variedad de excursiones diarias por selva y río con muy buenas posibilidades para observar aves y fauna típica de la región. También puede probar su habilidad en la pesca de pirañas (solo entre diciembre y abril).
- El Salto Tencua
- El Salto El Oso
- Los Cerros Morrocoy y el Yaví.
- Campamento Camani.

## Galería
A continuación, verá una galería especial de fotos de este municipio, junto a su flora y fauna:

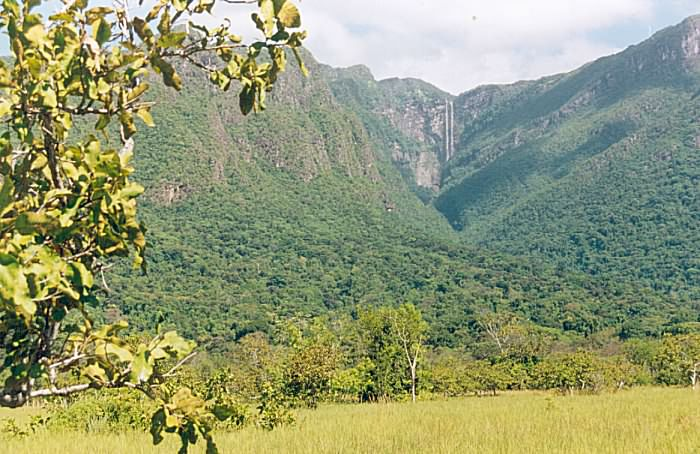
El salto Yutajé.
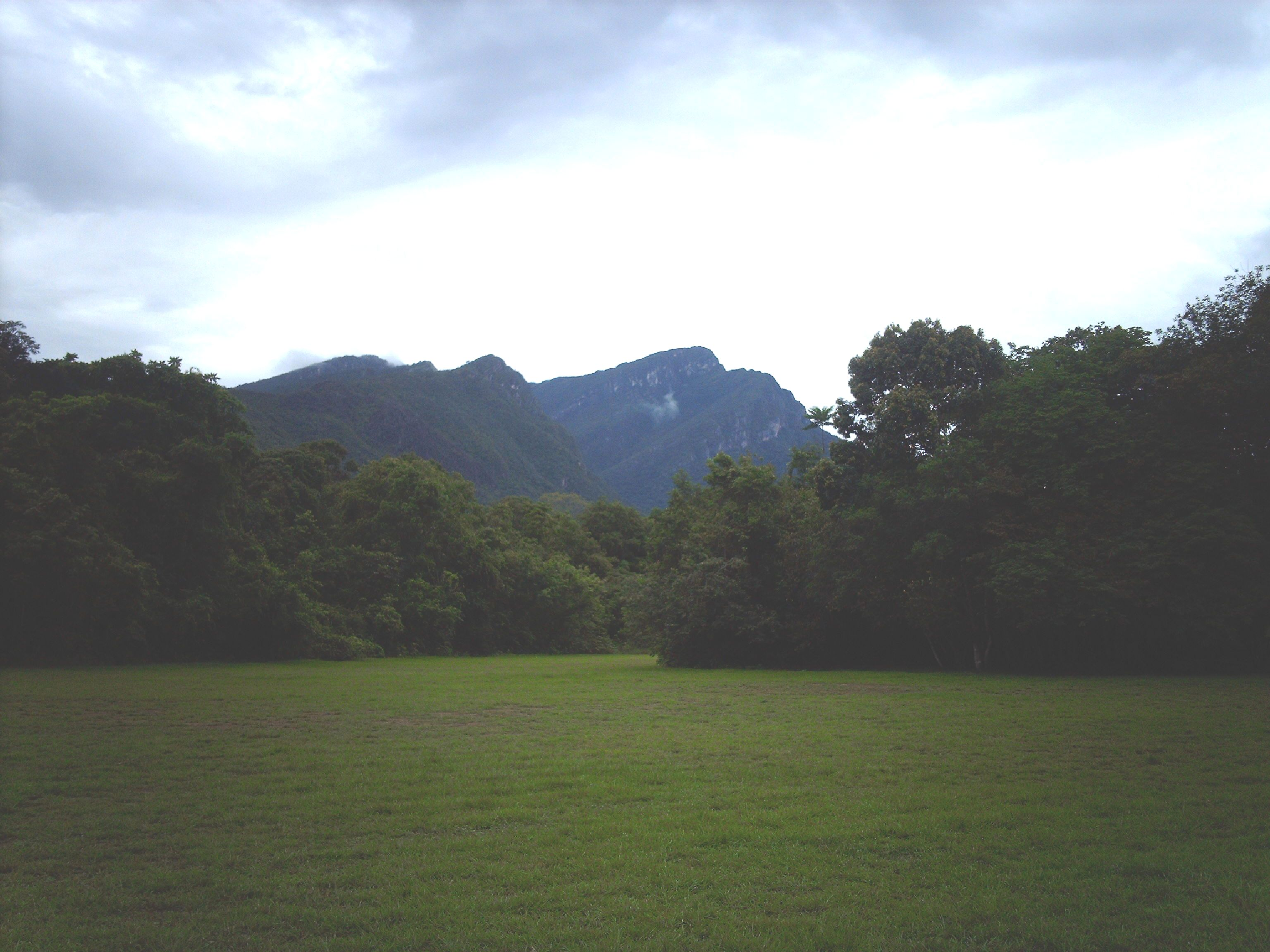
Paisaje de Manapiare.
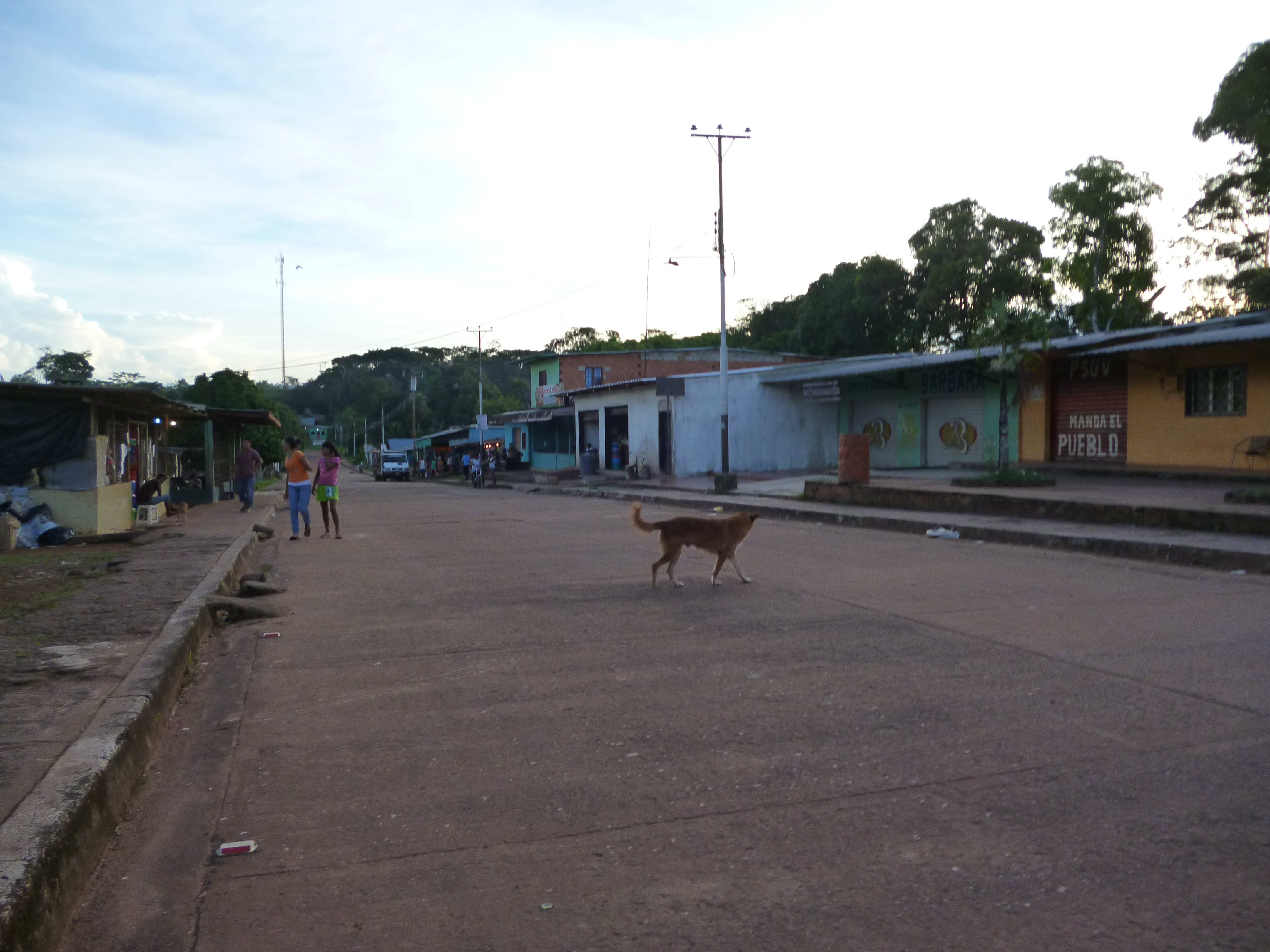
San Juan de Manapiare, capital de municipio

## Política y gobierno

### Alcaldes
| Período     | Alcalde                 | Partido político / Alianza | % de votos | Notas |
| ----------- | ----------------------- | -------------------------- | ---------- | --- |
| 1995 - 2000 | Manuel Reinaldo Fuentes | AD                         | -          | Primer alcalde bajo elecciones directas (se realizaron elecciones generales adelantadas en el 2000 debido a la aprobación de la Constitución de 1999) |
| 2000 - 2004 | Benjamin Pérez          | PUAMA                      | 62,09      | Segundo alcalde bajo elecciones directas |
| 2004 - 2008 | Pastor Rodríguez        | PUAMA                      | 59,74      | Tercer alcalde bajo elecciones directas |
| 2008 - 2013 | Alberto Cayupare        | PUAMA                      | 30,14      | Cuarto alcalde bajo elecciones directas.(se postergan 1 año las elecciones municipales pautadas para finales del 2012)                                |
| 2013 - 2017 | Alberto Cayupare        | PCV                        | 38,66      | Reelecto |
| 2017 - 2021 | Eugenio Pérez           | PSUV                       | 66,81      | Quinto alcalde bajo elecciones directas |
| 2021 - 2025 | Florencia Pérez         | PUAMA                      | 30,85      | Sexto alcalde bajo elecciones directas |

### Concejo municipal
Periodo 2021 - 2025
| Concejales:     | Partido político / Alianza |
| --------------- | -------------------------- |
| Dilma Luna      | PUAMA                      |
| Azisa Bautista  | PUAMA                      |
| Francis Raggi   | MUD                        |
| Jexsi Fernández | PSUV                       |
| Libio Rodríguez | (Representación indígena)' |

## véase también
- Lista de municipios de Venezuela.